# La Guajira
La Guajira – departament Kolumbii. Leży w większości na półwyspie o tej samej nazwie, w północno-wschodniej części kraju. Graniczy z Morzem Karaibskim i Wenezuelą. Stolicą departamentu Guajira jest miasto Riohacha. 
Żyją tu różnorodne plemiona rdzennych mieszkańców, w większości zajmujące wypalone słońcem nieużytki. Plemiona departamentu Guajira opisał Henri Charriere w książce "Papillon", po tym, jak udało mu się zbiec z niewoli u jednego z nich.
Największym pracodawcą w departamencie jest kopalnia węgla kamiennego Cerrejón, produkująca 24,9 miliona ton węgla rocznie (2004).

## Gminy
1. Albania
2. Barrancas
3. Dibulla
4. Distracción
5. El Molino
6. Fonseca
7. Hatonuevo
8. La Jagua del Pilar
9. Maicao
10. Manaure
11. Ríohacha
12. San Juan del Cesar
13. Uribia
14. Urumita
15. Villanueva